# Атасой, Севиль
Севиль Атасой (тур. Sevil Atasoy, фамилия при рождении Гёк (тур. Gök), род. 25 февраля 1949) — турецкий криминалист, специалистка в области биохимии. Помимо этого, известна как писательница, написала ряд детективных произведений. Вице-ректор университета Ускюдар.